# Junior Professional Football Club
Junior Professional est un club de football libérien fondé le 19 mars 1980.
Le président du club est George Weah.

## Palmarès
- Championnat du Liberia
  - Champion : 1996

- Coupe du Liberia
  - Vainqueur : 1996
  - Finaliste : 1998